# Douglas XP-48
El Douglas XP-48 fue un pequeño caza ligero, diseñado por la Douglas Aircraft Company en 1939 para ser evaluado por el Cuerpo Aéreo del Ejército de los Estados Unidos. Con la intención de que llevase un pequeño motor de pistones lineal, el contrato fue cancelado antes de que ningún prototipo fuera construido, debido a las preocupaciones del Ejército sobre el rendimiento previsto del avión.

## Inspiración
En los años anteriores al estallido de la Segunda Guerra Mundial, varios países se interesaron por la idea de desarrollar un avión de combate muy ligero, siendo derivado a menudo su diseño, con este propósito, de los aviones de carreras. Siguiendo la consideración de un avión Caudron C.460 de carreras modificado por el Cuerpo Aéreo del Ejército de los Estados Unidos, una proposición que fue declarada antieconómica, Douglas Aircraft hizo, en 1939, una propuesta no solicitada al Cuerpo Aéreo del Ejército de su Model 312.

## Diseño y desarrollo
Con la intención de ser dotado con un motor V12 invertido Ranger SGV-770 con sobrealimentador, la propuesta de Douglas fue considerada viable por el Cuerpo Aéreo del Ejército, y el 5 de agosto de 1939 se ordenó un solo prototipo. Al Model 312 se le dio la designación XP-48, el 48.º modelo de avión en la categoría "Pursuit" (Persecución).
Muy parecido al posterior Bell XP-77, el diseño del XP-48 ofrecía un ala con una relación de aspecto notablemente alta, y estaba equipado, como armamento, con un par de ametralladoras sincronizadas. Douglas estimó que el XP-48 ofrecería un rendimiento excepcional, con una velocidad de, como mínimo, 560 km/h, y que, de acuerdo a las propias estimaciones, posiblemente alcanzase los 845 km/h.
Sin embargo, este mismo aspecto de su diseño fue visto con recelo por el Cuerpo Aéreo del Ejército. El motor Ranger estaba sufriendo dificultades de desarrollo y retrasos, y nunca demostró ser realmente fiable. Al mismo tiempo, las estimaciones de Douglas se fueron considerando, cada vez más, demasiado optimistas. De acuerdo con esto, el Ejército canceló el contrato del XP-48 en febrero de 1940, y Douglas, sin los fondos gubernamentales, cesó el desarrollo del avión.

## Variantes
Model 312
Designación interna de la compañía.
XP-48
Designación dada por el Cuerpo Aéreo del Ejército de los Estados Unidos.

## Especificaciones
Referencia datos: The American Fighter from 1917 to the present McDonnell Douglas Aircraft since 1920

### Características generales
- Tripulación: Uno (piloto)
- Longitud: 6,6 m (21,8 ft)
- Envergadura: 9,8 m (32,2 ft)
- Altura: 2,7 m (8,9 ft)
- Superficie alar: 8,5 m² (91,5 ft²)
- Peso vacío: 1213 kg (2673,5 lb)
- Peso máximo al despegue: 1542 kg (3398,6 lb)
- Planta motriz: 1× motor lineal V-12 invertido refrigerado por líquido Ranger SGV-770.
  - Potencia: 391 kW (539 HP; 532 CV)
- Hélices: Tripala
- Diámetro de la hélice: 2,9 m
- Capacidad de combustible: 190 l

### Rendimiento
- Velocidad máxima operativa (Vno): 563 km/h (350 MPH; 304 kt)

### Armamento
- Ametralladoras: 

  - 2 (una de 7,62 mm y otra de 12,7 mm)

## Aeronaves relacionadas

### Aeronaves similares
- Bell XP-77
- Tucker XP-57
- Ambrosini SAI.207
- Caudron C.714
- Miles M.20

### Secuencias de designación
- Secuencia P-_ (Cazas (Pursuit) del USAAC/USAAF/USAF, 1924-1962): ← P-45 - XP-46 - P-47 - XP-48 - XP-49 - XP-50 - P-51 →